# Тентексай (Костанайская область)
Тентексай (каз. Тентексай) — село в Джангельдинском районе Костанайской области Казахстана. Входит в состав Жаркольского сельского округа. Код КАТО — 394249300.

## Население
В 1999 году население села составляло 174 человека (89 мужчин и 85 женщин). По данным переписи 2009 года, в селе проживало 80 человек (48 мужчин и 32 женщины).